# Río Cotter
El río Cotter, un río perenne de la cuenca del Murrumbidgee, dentro de la cuenca Murray-Darling, se encuentra en el Territorio de la Capital Australiana, Australia . El río Cotter, junto con el río Queanbeyan, es uno de los dos ríos que abastecen de agua potable a la región de Canberra y Queanbeyan .

## Curso
Nace en las laderas orientales de la cordillera Brindabella, al suroeste del Territorio de la Capital Australiana (ACT), dentro del Parque Nacional Namadgi, y fluye principalmente hacia el norte, uniéndose a seis afluentes menores - entre ellos el río Paddys - antes de llegar a su confluencia con el río Murrumbidgee, cerca de Casuarina Sands, al oeste del barrio de Weston Creek. El río desciende 1300 metros a lo largo de sus 76 kilómetros de recorrido.

## Historia
Los custodios tradicionales de las tierras que rodean el río Cotter son los aborígenes del clan Ngunnawal .
El río debe su nombre a Garrett Cotter, un convicto irlandés deportado a Australia para cumplir una condena de «cadena perpetua».  Cotter fue desterrado del lago George, en el lado occidental del río Murrumbidgee, en 1832. Construyó una casa cerca del nacimiento del río, que más tarde llevaría su nombre. A Cotter se le concedió un permiso de libertad condicional en y, en 1846, un indulto condicional que le otorgaba libertad de movimiento, excepto en Gran Bretaña e Irlanda. Más tarde vivió en Michelago. 
Cuando el topógrafo del Gobierno, Charles Scrivener, recomendó Canberra como el mejor emplazamiento para la capital nacional de Australia, la captación de agua fue un factor importante a tener en cuenta. Se reservaron unos 480 km² dentro del Territorio de la Capital Australiana como zona de captación del río Cotter. Se calculó que esta zona podría abastecer a una población prevista de 100 000 habitantes.

## Presas
Hay tres embalses en el río: las presas Corin, Bendora y Cotter, que abastecen de agua a Canberra, conocidas como el sistema fluvial Cotter. La mayor parte de la cuenca del Cotter se encuentra en el Parque Nacional Namadgi .

## Ocio

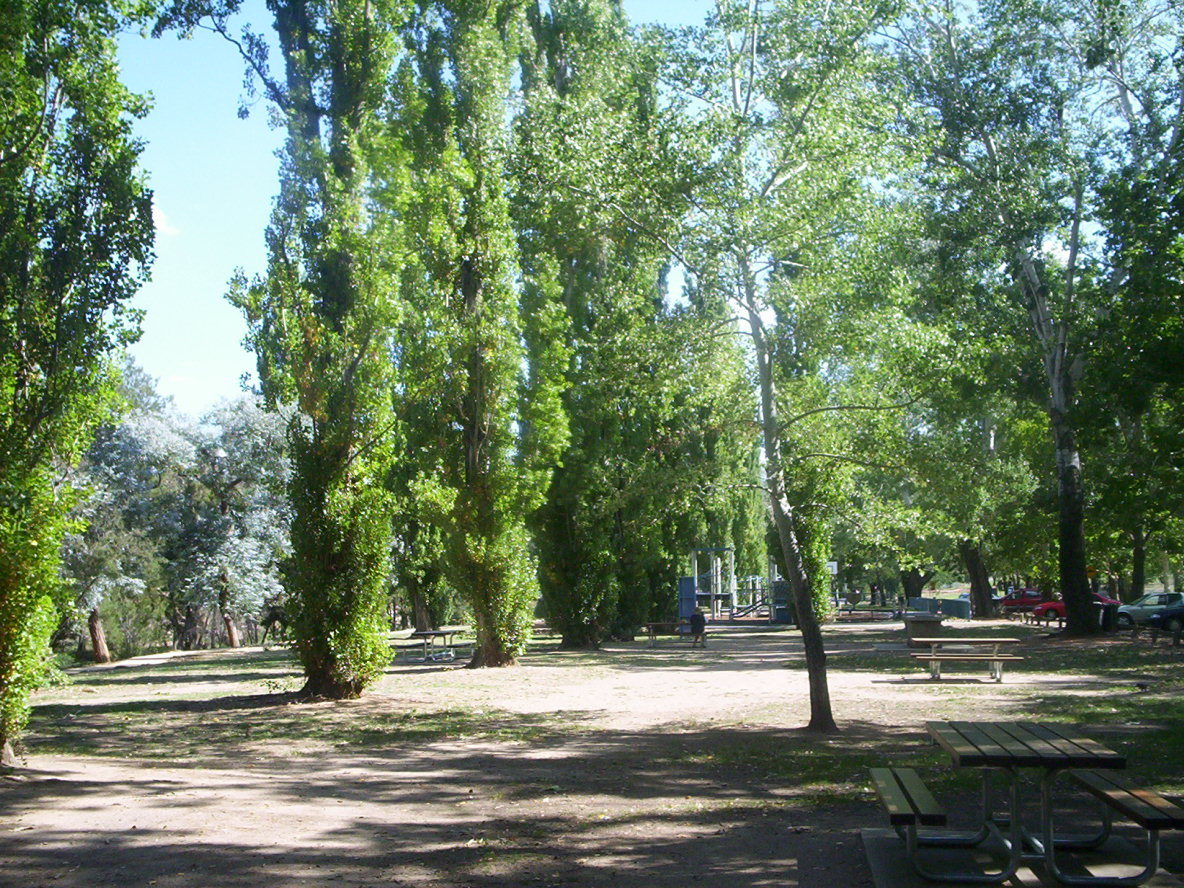
Área de picnic junto al río Cotter, cerca de la presa Cotter, 2005

Al igual que otras presas y embalses de la cuenca hidrográfica de Cotter, la presa de Cotter suministra agua potable para uso doméstico, por lo que está cerrada al uso recreativo de embarcaciones. La reserva del río Cotter, situada al pie del muro de la presa, es una zona de picnic muy popular. La reserva cuenta con barbacoas y mesas. Hay varias zonas de baño cuando el caudal del río es suficiente. También hay un campamento de corta estancia con capacidad para un número muy limitado de caravanas y tiendas de campaña.
La carretera Cotter Road, la ruta turística n.º 5 del Territorio de la Capital Australiana (ACT), comienza como una carretera secundaria que sale de Adelaide Avenue, en el barrio de Deakin. Esta carretera panorámica, de 17,6 kilómetros de longitud, atraviesa el centro de Canberra y pasa por los barrios de Curtin, Holder y Duffy, entre el bosque de Stromlo y la plantación de pinos de Narrabundah Hill, y por Casuarina Sands, hasta llegar a la zona fluvial de Cotter Avenue. La carretera Cotter Road y la sinuosa carretera Brindabella Road (el inicio de «The Loop»), de 7,1 kilómetros de longitud, son muy conocidas entre los motociclistas, muchos de los cuales las recorren por la tarde después del trabajo o los fines de semana. El Cotter Hotel, que se encontraba cerca de los columpios infantiles junto al río, se incendió en los incendios forestales de 2003. Era un lugar de encuentro muy frecuentado por los motoristas los fines de semana. 
La parte alta del río Cotter también es muy popular entre los aficionados al kayak de aguas bravas, ya que cuenta con un tramo de grado 3 de gran belleza paisajística y caudal rápido. Sin embargo, para alcanzar su caudal mínimo, el río necesita lluvias abundantes. Los aficionados locales a este deporte han presionado para poder practicarlo en este tramo antes de que se termine la presa río abajo, ya que esta elevará el nivel del lago y anegará el tramo. Por debajo de la presa también hay zonas para practicar kayak. Cerca de la zona de picnic superior se encuentra la «Cotter Play Wave», la única de la zona, que ofrece oportunidades para practicar playboating gracias a una pequeña presa, aunque, de nuevo, se requiere un caudal elevado. 